# Jan Kappeyne van de Coppello
Johannes (Jan) Kappeyne van de Coppello, né le 2 octobre 1822 à La Haye et mort le 28 juillet 1895 dans la même ville, est un homme d'État néerlandais.

## Biographie
De tendance libérale et célèbre avocat à La Haye, Jan Kappyene van de Coppello est connu comme un homme énergique et affable, débatteur doué, possédant une solide connaissance en droit et le goût du travail. Quoique membre des jeunes libéraux, il devient chef de file des libéraux de la Chambre basse en 1876. De 1877 à 1879, il est président du Conseil et ministre de l'Intérieur. Il fait voter une loi sur l'Enseignement primaire, fortement contestée par les élus orthodoxes. La fin de son cabinet est due à un contraste trop grand entre les libéraux progressistes et les libéraux modérés. À partir de 1879, il est rapidement oublié comme homme d'État, malgré son élection au Sénat en 1888 ; il est alors bien plus conservateur qu'avant.
Le radical-libéral Kappeyne a une très mauvaise renommée parmi les élus chrétiens. Le 8 décembre 1874, lors d'un discours à la Chambre basse, il invectiva la partie protestante-orthodoxe du peuple que « cette minorité n'avait qu'à être soumise, car elle a la mouche, qui gâche toute la baume, et dans cette société, elle n'a pas le droit d'existence. ». Immédiatement, Abraham Kuyper refuta ses dires. Depuis ce jour, les protestants-orthodoxes le surnommèrent l'homme à la mouche morte.

## Source
- (nl) Cet article est partiellement ou en totalité issu de l’article de Wikipédia en néerlandais intitulé « Jan Kappeyne van de Coppello » (voir la liste des auteurs).